# Steen Nymann
Steen Nymann (født 31. januar 1920, død 16. september 2015) var en dansk godsejer og politiker.
Nymann var søn af Martin Nymann og overtog Gjeddesdal i 1956 ved at mageskifte Liselund på Falster med sin far. Han overdrog i 2002 godset til sin søn Søren Nymann.
I 1970'erne sad Nymann i Folketinget for Fremskridtspartiet, valgt i Roskilde Amt. Nymann sad også byrådet i Greve Kommune for Dansk Folkeparti.